# جون ماثيس
جون ماثيس (بالإنجليزية: June Mathis)  (و. 1887 – 1927 م) هي كاتبة سيناريو، ومنتجة أفلام أمريكية، ولدت في ليدفيل، توفيت في نيويورك، عن عمر يناهز 40 عاماً، بسبب نوبة قلبية.

## وصلات خارجية
- جون ماثيس على موقع IMDb (الإنجليزية)
- جون ماثيس على موقع الموسوعة البريطانية (الإنجليزية)
- جون ماثيس على موقع أول موفي (الإنجليزية)
- جون ماثيس على موقع قاعدة بيانات برودواي على الإنترنت (الإنجليزية)
- جون ماثيس على موقع قاعدة بيانات الأفلام السويدية (السويدية)
- جون ماثيس على موقع قاعدة بيانات الفيلم (الإنجليزية)